# Hercule luptându-se cu leul din Nemeea
Hercule luptându-se cu leul din Nemeea este o pictură în ulei pe pânză realizată în 1634 de artistul spaniol Francisco de Zurbarán.

## Descriere
Pictura îl înfățișează pe Hercule luptându-se cu leul din Nemeea. Criticul de artă spaniol Soria sugerează o comparație cu o gravură pe lemn realizată de Cornelis Cort după o lucrare a lui Frans Floris, ținând cont de poziția eroului. Decorul stâncos a fost proiectat în conformitate cu o gravură pe lemn de Barthel Beham: Luptând împotriva centaurului (1542).
Este una dintre cele 10 lucrări de artă despre muncile lui Hercule comandată de Filip al IV-lea al Spaniei pentru decorarea sălii reginei din Palatul Buen Retiro. Seria este acum expusă la Muzeul Prado.